# Chikae Ide
Chikae Ide  (井出智香恵?, Ide Chikae), vero nome Chikae Ide (井出知香恵?, Ide Chikae) (Prefettura di Nagano, 12 febbraio 1948) è una fumettista giapponese.

## Biografia
Debutta nel 1966 sulla rivista di target shōjo Ribon dell'editore Shūeisha con la serie Yakko no Sindbad, firmandosi Chikae Ide (井出ちかえ?, Chikae Ide, con il nome in hiragana). Due anni dopo pubblica sulla stessa rivista lo spokon Viva! Volleyball; la serie ottiene un grande successo e inaugura la collana di tankōbon della rivista intitolata Ribon Mascot Comics.
Dopo gli inizi con storie per bambine, Ide si è spostata gradualmente verso target più adulti scrivendo storie per giovani donne nella collana Harlequin e per ragazzi. Ha realizzato le versioni a fumetti di vari romanzi di Seiichi Morimura.
Una sua tavola a colori tratta dal fumetto Viva! Volleyball, esposta anche alla mostra del 2017-2018 Mangasia al Palazzo delle Esposizioni di Roma, è stata usata dallo stilista Alessandro Michele per abiti e accessori della collezione autunno/inverno 2018-2019 della casa di moda italiana Gucci.
Sua figlia è la fumettista Kayono.